# (35046) 1981 EL43
(35046) 1981 EL43 es un asteroide perteneciente al cinturón de asteroides, descubierto el 3 de marzo de 1981 por Schelte John Bus desde el Observatorio de Siding Spring, Nueva Gales del Sur, Australia.

## Designación y nombre
Designado provisionalmente como 1981 EL43.

## Características orbitales
1981 EL43 está situado a una distancia media del Sol de 2,699 ua, pudiendo alejarse hasta 2,893 ua y acercarse hasta 2,505 ua. Su excentricidad es 0,071 y la inclinación orbital 1,201 grados. Emplea 1620,36 días en completar una órbita alrededor del Sol.

## Características físicas
La magnitud absoluta de 1981 EL43 es 15,6. 